# Type 30 et 33 État belge
Ne doit pas être confondu avec Type 30 SNCB ou Type 33 SNCB.
Les Type 30 et Type 33 des Chemins de fer de l'État belge étaient des locomotives à vapeur pour trains de marchandises de disposition Mammouth (disposition d'essieux 030) à cylindres intérieurs mises en service entre 1861 et 1864 pour assurer le trafic des marchandises. Locomotives à foyer Belpaire de première génération, elles donneront naissance au type 28 à foyer Belpaire carré. Plusieurs exemplaires seront par la suite transformés sur le modèle des types 28, 29 et 2. En état d'origine ou transformé, elles se distinguent de leurs descendantes par leurs longerons de châssis au tablier ondulant au-dessus de chacune des roues.

## Histoire

### Genèse
La première locomotive pour trains de marchandises des Chemins de fer de l'État belge était « l’Éléphant » : une machine de disposition 021 livrée en 1835 qui sera suivie par seize machines similaires jusqu'en 1839 avant que l'ensemble de cette série ne soit modernisé vers 1850 sur le modèle de neuf machines de disposition 120 datant de 1843-1846 ; l'aspect de la réplique de l'Éléphant représente cette transformation.
Après avoir fait l'acquisition d'autres locomotives diverses à deux essieux aux roues de petit diamètre, certaines provenant de compagnies reprises par l’État belge, le choix est fait de commander des locomotives à trois essieux couplés. Celles commandées à l'industrie belge ont un empattement court, avec un porte-à-faux important en arrière du dernier essieu bien que ce choix, favorisant l'inscription dans les courbes serrées, soit néfaste à la stabilité à des vitesses plus élevées. Une quarantaine seront construites en diverses variantes entre 1856 et 1861, dont 28 du type 43. Quatre autres machines d'influence anglaise se distinguaient par leur empattement plus élevé. Toutes ces locomotives de seconde génération seront transformées en locomotives-tender ou retirées du service dans les années 1870-1880.
En plus de l’obsolescence du parc moteur et de l'augmentation rapide du nombre et du poids des trains, l’État belge doit faire face à une forte inflation du prix des combustibles utilisés par les locomotives : des briquettes de charbon et du coke dont la qualité est parfois fort médiocre. L'ingénieur Alfred Belpaire décide d'expérimenter l'utilisation de charbon menu, en particulier du demi-gras, alors extrêmement bon marché et présent en quantités dans le sous-sol belge. Pour ce faire, il transforme une locomotive pour trains de voyageurs avec un foyer deux fois plus large, fournissant une surface de combustion adaptée à ce charbon tout-venant non transformé. Les performances de cette nouvelle locomotive mise en service à la fin de l'année 1859 sont telles que l’État belge applique rapidement la formule à l'ensemble de la série, transformant les machines livrées avec un foyer Stephenson. Le foyer Belpaire de première génération se caractérise par son sommet arrondi, de largeur plus importante que la chaudière,,.

### Mise au point
Pour la traction des convois de marchandises, Belpaire s'inspire du châssis des locomotives du type 43 avec un empattement accru rendu nécessaire par la nouvelle chaudière à foyer Belpaire.
Les premières machines, appelées plus tard Type 30 livrées à partir de 1861, ont un foyer plus court (2,17 m) que celles du Type 33, apparues en 1862 (2,45 m). La classification en types date de 1876.
La production totale des types 30 et 33 — à la numérotation discontinue en raison du réemploi de matricules de locomotives radiées — se répartit comme suit,, :
Seize locomotives du Type 30 entre 1861 et 1864 :
- numéros 33 et 133 construites par Couillet en 1861 ;
- 143-144 par Saint-Léonard en 1861 ;
- 129 et 132 par l'Arsenal de Malines en 1862 ;
- numéro 18 par Couillet en 1863 ;
- 122, 82, 104, 261, 168, 86 par Malines la même année[8] ;
- 169, 140 et 127 par les Ateliers de Malines en 1864.

Vingt-quatre locomotives du type 33 entre 1862 et 1864 :
- numéro 48 par Tubize en 1862 qui livre également la locomotive n°7 l'année suivante ;
- 266 à 280 et 166 par Cockerill en 1863 ;
- 141 par Couillet et 256 par Saint-Léonard en 1863 ;
- 167, 173, 185 et 253 par Cockerill en 1864.

Elles sont utilisées pour la traction des trains de marchandises directs dans le nord du pays avant d'être affectées à des lignes plus secondaires après l'arrivée des locomotives unifiées et remorquent sans doute aussi des convois de voyageurs comme l'atteste une photographie prise face à la gare de Charleroi-Sud. Dans les années 1860, le réseau exploité par l’État belge comprend surtout des lignes à profil facile.
Le foyer Belpaire rond est rapidement rendu obsolète par le foyer de section carrée, également inventé par Alfred Belpaire. Ce dernier équipera toutes les locomotives unifiées livrées à partir de 1864 et sera rétrospectivement installé sur une partie des locomotives à foyer Belpaire arrondi.

### Fin de carrière et reconstruction
L'application du foyer Belpaire à ciel carré donnera naissance aux locomotives du type 28 : 263 exemplaires produits pour l’État belge de 1864 à 1883 ainsi que plusieurs pour des compagnies privées. Le type 28 conserve plusieurs caractéristiques des types 30 et 33 (empattement, dimensions des roues, des cylindres et chaudière identique en avant du foyer) mais les longerons du châssis sont simplifiés, supprimant l'arrondi du tablier au-dessus de chaque roue. La pression de la chaudière passe à 8,5 kg/cm2 puis 9 ou 9,5 selon les locomotives ; les chaudières connaissant plusieurs évolutions dans les années 1880.
L'expansion du réseau, en partie causée par le rachat de grands réseaux privés à commencer par la Grande compagnie du Luxembourg en 1873, amène dans l'escarcelle des Chemins de fer de l’État belge des lignes comportant de fortes rampes dont le trafic est en croissance rapide. L'effort de traction des locomotives des types 30, 33 et 28 se montre insuffisant.
La base éprouvée du type 28 sera ainsi utilisée pour produire à partir de 1874 deux nouveaux modèles de locomotives en changeant simplement le diamètre des trois roues motrices :
- le Type 29 à roues de 1 300 mm, produites à 519 exemplaires jusqu'en 1899 et destinées aux trains de marchandises lents ;
- le Type 2 1 700 mm, produites à 137 exemplaires jusqu'en 1885, destiné aux trains de voyageurs sur fortes rampes, qui donnera par la suite naissance au Type 2bis par remplacement de l'essieu moteur avant par un essieu porteur.

Pour compléter la descendance indirecte des types 30 et 33, il convient également de mentionner les locomotives-tender des types 3 et 4 pour trains de voyageurs omnibus et de banlieue, construites dans les années 1870-1880 en employant les mêmes chaudières à foyer Belpaire carré que les type 28.

#### Type 28bis
Quant aux types 30 et 33, une partie de la série sera équipée entre 1879 et 1881 de nouvelles chaudières à foyer Belpaire, faisant d'elles des machines pratiquement équivalentes au type 28 (exception faite de la longueur du foyer, tributaire de celle du modèle d'origine). Elles seront désignées type 28bis et transformées par l'Atelier central de Malines entre 1879 et 1881. À la même période, les inconfortables cabines de conduite dépourvues de toit des locomotives belges sont progressivement dotés d'abris de type varié.
Les types 30 et 33 non-transformées sont retirées du service lorsqu'elles arrivent à limite d'usure, de 1881 à 1897 (type 30) ou 1907 (type 33). Cette année-là, la locomotive type n°280 est transformée en locomotive d'atelier : une locomotive-tender affectée aux manœuvres. Le type 30 originel étant éteint, l’État belge peut utiliser cette dénomination pour de nouvelles locomotives pour marchandises et voyageurs omnibus d'influence anglaise. Les locomotives du nouveau type 30 sont mises en service de 1899 à 1901. Il y aura également un nouveau type 33, sans rapport avec l'ancien, en 1921.
La série des 28bis a compté au-total vingt-cinq exemplaires (onze ex-type 30 et quatorze ex-33). Leur carrière se confond avec celle des type 28. À ce titre, plusieurs ont été transformées en type 29 par l'installation de roues de diamètre inférieur. Les 127, 129 et 140 ont été revendues en 1903 aux Chemins de fer de la Flandre-Occidentale (FO) qui a également possédé de "vraies" type 28 achetées neuves ou d'occasion. Avec le rachat du FO en 1908, elles redeviennent propriété de l’État belge.
Plusieurs sont retirées du service à partir de la fin des années 1890. Les cinq dernières représentantes de la série (trois type 28bis et deux retransformées en type 29) disparaissent des inventaires entre 1921 et 1923.
Le statut d'ancêtre de ces locomotives dont la conception influença une grande quantité de locomotives de ligne commandées par l’État belge dans les années 1870-1880 sera reconnu lorsque la locomotive n°276, transformée en type 28bis, sera choisie pour figurer au sein d'une exposition rétrospective des locomotives belges à l'Exposition universelle de 1913 à Gand. Elle avait à l'occasion été restaurée avec d'un poste de conduite à ciel ouvert et figurait aux côtés de locomotives et de répliques construites de 1835 à 1913. Remise en service après l'exposition, cette type 33 transformée fera partie des ultimes machinées de la série, retirée du service en 1923.